# Eugen Stark
Eugen Stark (* 10. Juni 1936 in Klaus, Vorarlberg; † 21. August 2021) war ein österreichischer Schauspieler.

## Leben
Stark wuchs in Götzis auf und absolvierte zuerst eine Ausbildung zum Kaufmann, dann eine als Fernmeldetechniker. Anschließend studierte er am Max Reinhardt Seminar in Wien Schauspiel und Gesang am Konservatorium der Stadt Wien.
Stark spielte nach dem Studium im Theater der Jugend und am Volkstheater Wien. Für seine schauspielerische Leistung wurde er  vom Volkstheater Wien 1974/1975 mit dem Karl-Skraup-Preis ausgezeichnet. Am Burgtheater übernahm er 1976 die Rolle des Richard in Das Spiel der Mächtigen. 1980 spielte er Zawisch in König Ottokars Glück und Ende bei den Burgfestspielen Forchtenstein.
Von 1976 bis 2003 war Stark Ensemblemitglied des Theaters in der Josefstadt. Er wurde unter der Direktion von Franz Stoß und Ernst Haeusserman engagiert und debütierte in dem Stück Der gute Doktor von Neil Simon. Als Charakterdarsteller verkörperte er unter anderem Mephisto in Urfaust (1977),  Ebenwald in Professor Bernhardi (1987) und Altenwyl in Der Schwierige (2000). Insgesamt wirkte er unter fünf Direktionen am Theater in der Josefstadt.
Immer wieder ist Stark auch in Fernsehrollen zu sehen. So spielte er 1995 im Tatort und ein Jahr später in der Serie Kommissar Rex, aber auch in Filmen wie Zuckeroma oder Professor Bernhardi.
Eugen Stark war bis zu seinem Tod am 21. August 2021 mit der Schauspielerin Bibiana Zeller verheiratet.
Er wurde 85 Jahre alt.

## Rollen am Theater (Auswahl)

### Theater der Jugend
- Lelio im Lügner (Carlo Goldoni)
- Hortensio in Der Widerspenstigen Zähmung (William Shakespeare)
- Herr von Lips in Der Zerrissene (Johann Nestroy)

### Volkstheater
- Laertes in Hamlet 1603 (Shakespeare)
- Alexej in Roulette (Pavel Kohout)
- Kerschentzew in Armer Mörder (Kohout)
- Der Bunting in Der Rattenfänger (Carl Zuckmayer)
- Robert Frey in Das vierte Gebot (Ludwig Anzengruber)
- Mephisto in Faust (Johann Wolfgang von Goethe)
- Villon in Francois, der Henker wartet

### Theater in der Josefstadt
- Ferdiand/Robert Holl in Im Spiel der Sommerlüfte (Arthur Schnitzler)
- Der Prinz in Léocadia (Jean Anouilh)[5]
- Federico Arcetri in Ein Ehemann (Italo Svevo)
- Mephisto in Urfaust (Goethe)
- Sir Robert Chiltern in Ein idealer Gatte (Oscar Wilde)
- Lord Darlington in Lady Windermeres Fächer (Wilde)
- Jean in Jean (Ladislaus Bus-Fekete)
- Mehrere Rollen im Jahrmarktsfest zu Plundersweilern (Peter Hacks)
- Anwalt Philip Hill in Ist das nicht mein Leben? (Brian Clark)
- Mesa in Mittagswende (Paul Claudel)
- Ebenwald in Professor Bernhardi (Schnitzler)
- Baron Belcredi in Heinrich IV. (Luigi Pirandello)
- Altenwyl in Der Schwierige (Hugo von Hofmannsthal)
- Der alte Ekdal in Die Wildente (Henrik Ibsen)

### Burgtheater
- Richard III. in Das Spiel der Mächtigen (Shakespeare/Giorgio Strehler)

### Burgfestspiele Forchtenstein
- Zawisch in König Ottokars Glück und Ende